# Alysiasta caltagironei
Alysiasta caltagironei är en stekelart som beskrevs av Robert A.Wharton 1980. Alysiasta caltagironei ingår i släktet Alysiasta och familjen bracksteklar. Inga underarter finns listade i Catalogue of Life.